# Vittel
Pour les articles homonymes, voir Vittel (homonymie).
Pour l’article ayant un titre homophone, voir Vitel.
Vittel est une commune française située dans le département des Vosges en région Grand Est, connue mondialement pour son eau minérale.
Ses habitants sont appelés les Vittellois.

## Géographie

### Localisation
Vittel est située à environ 40 km à l'ouest de la préfecture Épinal, dans l'arrondissement de Neufchâteau et à 1 h au sud de Nancy.

### Communes limitrophes
Les communes limitrophes sont They-sous-Montfort, Contrexéville, Haréville, Lignéville, Norroy, Parey-sous-Montfort, Saint-Remimont, Thuillières et Valleroy-le-Sec.
| Saint-Remimont Norroy | They-sous-Montfort | La Neuveville-sous-Montfort |
| Norroy Contrexéville  | Vittel             | Haréville                   |
| Contrexéville         | Ligneville         | Valleroy-le-Sec             |

### Géologie et relief
La commune se compose de 645,59 hectares de territoires artificialisés (26,71 %), 1 230,36 hectares de territoires agricoles (50,90 %) et 541,10 hectares de forêts et milieux semi-naturels (22,39 %),.
Vittel se trouve dans une région vallonnée en bordure du Plateau lorrain à quelques dizaines de kilomètres du massif des Vosges.
La ville est située à quelques kilomètres du bassin houiller keupérien des Vosges,.

### Hydrographie

#### Réseau hydrographique

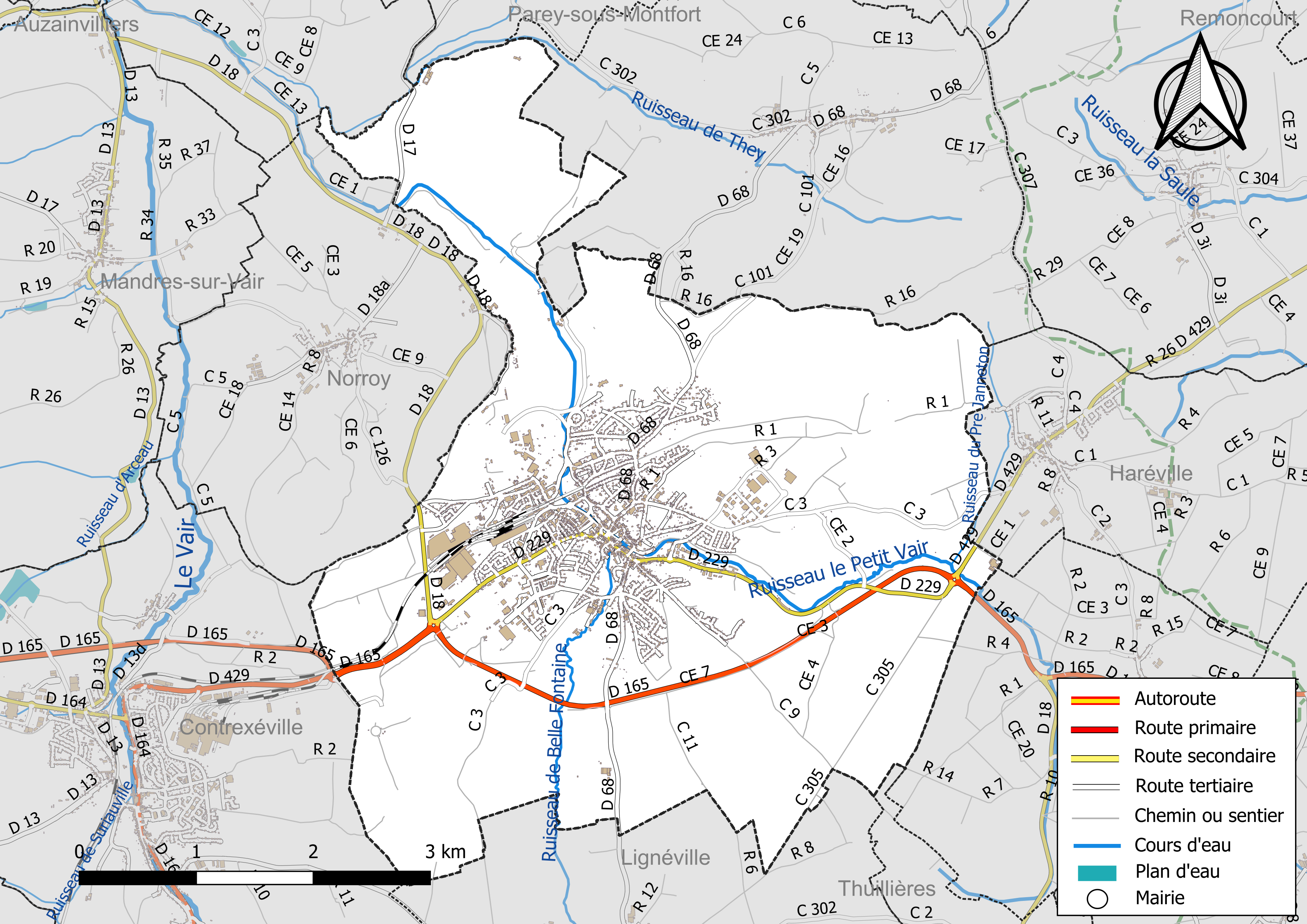
Réseaux hydrographique et routier de Vittel.

La commune est située dans le bassin versant de la Meuse au sein du bassin Rhin-Meuse. Elle est drainée par le ruisseau le Petit Vair, le ruisseau de Belle Fontaine, le ruisseau de They, le ruisseau de la Malmaison et le ruisseau du Pre Janneton,.
Le Petit Vair, d'une longueur totale de 15,6 km, prend sa source dans la commune de Thuillières et se jette dans le Vair à Saint-Remimont, en limite avec Belmont-sur-Vair, après avoir traversé six communes.

#### Gestion et qualité des eaux
Le territoire communal est couvert par le schéma d'aménagement et de gestion des eaux (SAGE) « Nappe des Grès du Trias Inférieur ». Ce document de planification, dont le territoire comprend le périmètre de la zone de répartition des eaux de la nappe des Grès du trias inférieur (GTI), d'une superficie de 1 497 km2,  est en cours d'élaboration. L’objectif poursuivi est de stabiliser les niveaux piézométriques de la nappe des GTI et atteindre l'équilibre entre les prélèvements et la capacité de recharge de la nappe. Il doit être cohérent avec les objectifs de qualité définis dans les SDAGE Rhin-Meuse et Rhône-Méditerranée. La structure porteuse de l'élaboration et de la mise en œuvre est le conseil départemental des Vosges.
La qualité des cours d’eau peut être consultée sur un site spécial géré par les agences de l’eau et l’Agence française pour la biodiversité.

### Climat
Pour des articles plus généraux, voir Climat du Grand Est et Climat des Vosges.
En 2010, le climat de la commune est de type climat de montagne, selon une étude du Centre national de la recherche scientifique s'appuyant sur une série de données couvrant la période 1971-2000. En 2020, Météo-France publie une typologie des climats de la France métropolitaine dans laquelle la commune est exposée à un climat océanique altéré et est dans la région climatique  Lorraine, plateau de Langres, Morvan, caractérisée par un hiver rude (1,5 °C), des vents modérés et des brouillards fréquents en automne et hiver. 
Pour la période 1971-2000, la température annuelle moyenne est de 9,5 °C, avec une amplitude thermique annuelle de 16,8 °C. Le cumul annuel moyen de précipitations est de 979 mm, avec 13,2 jours de précipitations en janvier et 9,4 jours en juillet. Pour la période 1991-2020, la température moyenne annuelle observée sur la station météorologique de Météo-France la plus proche, « Lignéville », sur la commune de Lignéville à 4 km à vol d'oiseau, est de 10,3 °C et le cumul annuel moyen de précipitations est de 856,3 mm. 
La température maximale relevée sur cette station est de 38,7 °C, atteinte le 25 juillet 2019 ; la température minimale est de −17,5 °C, atteinte le 20 décembre 2009,,. 
| Mois                                  | jan.           | fév.          | mars           | avril         | mai           | juin          | jui.          | août          | sep.          | oct.          | nov.          | déc.           | année      |
| ------------------------------------- | -------------- | ------------- | -------------- | ------------- | ------------- | ------------- | ------------- | ------------- | ------------- | ------------- | ------------- | -------------- | ---------- |
| Température minimale moyenne (°C)     | −1             | −0,6          | 1,7            | 5,1           | 8,3           | 12,1          | 13,8          | 13,6          | 10,2          | 7             | 3,3           | 0,2            | 6,1        |
| Température moyenne (°C)              | 1,3            | 2,4           | 6              | 10,2          | 13,3          | 17,5          | 19,3          | 18,8          | 15,2          | 10,7          | 5,9           | 2,4            | 10,3       |
| Température maximale moyenne (°C)     | 3,6            | 5,4           | 10,3           | 15,3          | 18,4          | 23            | 24,7          | 24            | 20,2          | 14,4          | 8,5           | 4,6            | 14,4       |
| Record de froid (°C) date du record   | −12,9 10.01.03 | −15 07.02.12  | −13,9 01.03.05 | −6,9 08.04.03 | −0,2 05.05.19 | 2,9 05.06.09  | 6,4 02.07.11  | 6,3 11.08.16  | 1,6 25.09.02  | −4,9 29.10.12 | −9,9 30.11.10 | −17,5 20.12.09 | −17,5 2009 |
| Record de chaleur (°C) date du record | 14,2 01.01.23  | 20,2 27.02.19 | 23,7 31.03.21  | 27,6 21.04.18 | 30,2 24.05.09 | 35,4 26.06.19 | 38,7 25.07.19 | 37,8 09.08.03 | 32,3 16.09.20 | 26,1 08.10.23 | 20,9 07.11.15 | 15,5 17.12.19  | 38,7 2019  |
| Ensoleillement (h)                    | 579            | 849           | 163            | 2 009         | 2 163         | 2 362         | 252           | 2 222         | 1 908         | 115           | 625           | 468            | 18 483     |
| Précipitations (mm)                   | 73             | 62            | 59,5           | 52,2          | 78,6          | 77,8          | 66            | 74,4          | 60,4          | 90,7          | 80,6          | 81,1           | 856,3      |

| Diagramme climatique                                  |           |             |             |             |            |            |            |              |           |            |            |
| J                                                     | F         | M           | A           | M           | J          | J          | A          | S            | O         | N          | D          |
| 3,6−173                                               | 5,4−0,662 | 10,31,759,5 | 15,35,152,2 | 18,48,378,6 | 2312,177,8 | 24,713,866 | 2413,674,4 | 20,210,260,4 | 14,4790,7 | 8,53,380,6 | 4,60,281,1 |
| Moyennes : • Temp. maxi et mini °C • Précipitation mm |           |             |             |             |            |            |            |              |           |            |            |

Les paramètres climatiques de la commune ont été estimés pour le milieu du siècle (2041-2070) selon différents scénarios d'émission de gaz à effet de serre à partir des nouvelles projections climatiques de référence DRIAS-2020. Ils sont consultables sur un site spécial publié par Météo-France en novembre 2022.

## Urbanisme

### Typologie
Au 1er janvier 2024, Vittel est catégorisée bourg rural, selon la nouvelle grille communale de densité à sept niveaux définie par l'Insee en 2022.
Elle appartient à l'unité urbaine de Vittel, une unité urbaine monocommunale constituant une ville isolée,. Par ailleurs la commune fait partie de l'aire d'attraction de Vittel - Contrexéville, dont elle est la commune-centre,. Cette aire, qui regroupe 72 communes, est catégorisée dans les aires de moins de 50 000 habitants,.

### Occupation des sols
L'occupation des sols de la commune, telle qu'elle ressort de la base de données européenne d’occupation biophysique des sols Corine Land Cover (CLC), est marquée par l'importance des territoires agricoles (50,8 % en 2018), en diminution par rapport à 1990 (53,1 %). La répartition détaillée en 2018 est la suivante : 
terres arables (25,7 %), prairies (24,5 %), forêts (22,5 %), zones urbanisées (13,2 %), espaces verts artificialisés, non agricoles (10,2 %), zones industrielles ou commerciales et réseaux de communication (3,2 %), zones agricoles hétérogènes (0,6 %). L'évolution de l’occupation des sols de la commune et de ses infrastructures peut être observée sur les différentes représentations cartographiques du territoire : la carte de Cassini (XVIIIe siècle), la carte d'état-major (1820-1866) et les cartes ou photos aériennes de l'IGN pour la période actuelle (1950 à aujourd'hui).

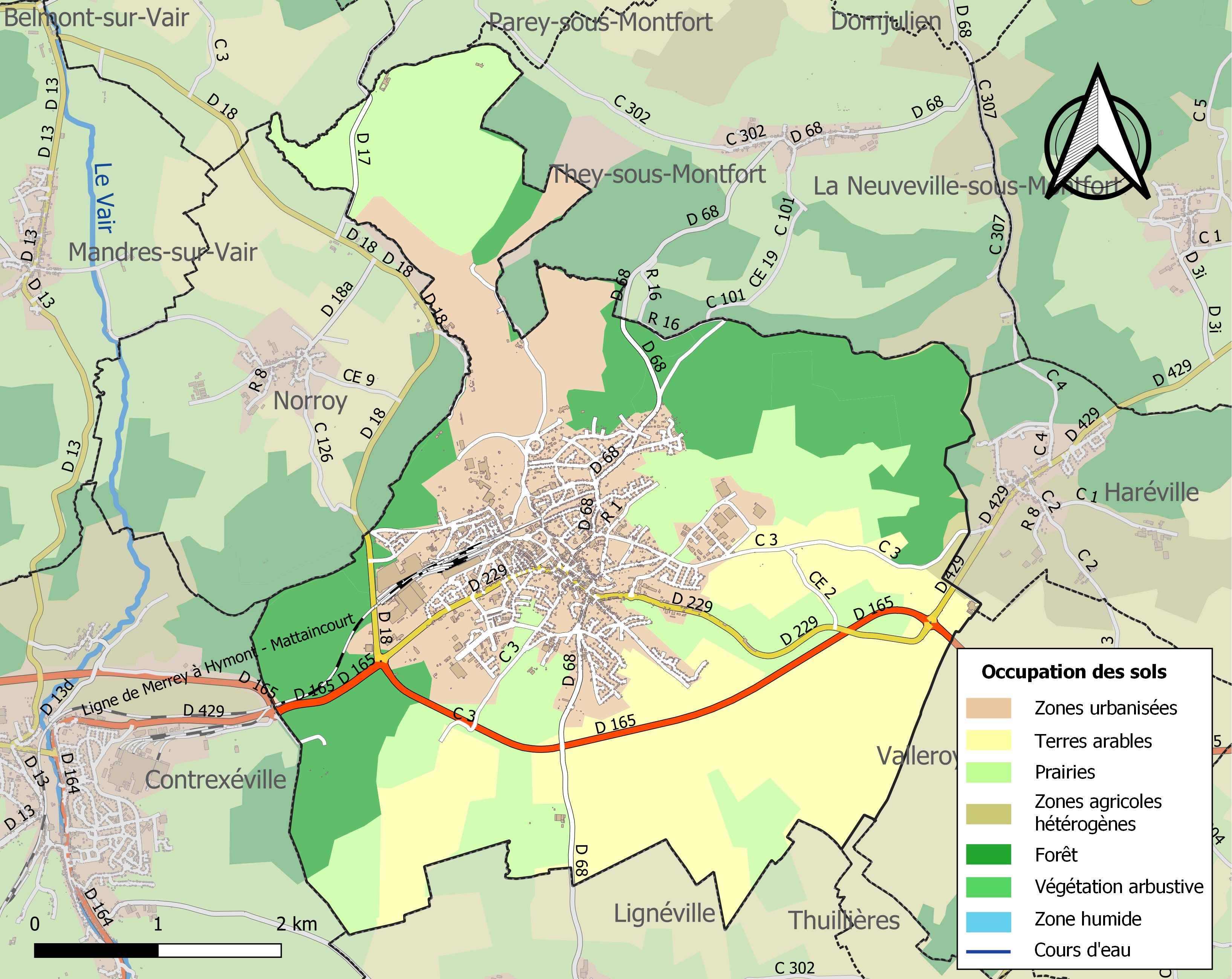
Carte des infrastructures et de l'occupation des sols de la commune en 2018 (CLC).

### Morphologie urbaine
La ville possède un centre historique construit pendant le développement du thermalisme. Le reste de l’agglomération est essentiellement composé de lotissements pavillonnaires tels que : le Gros Buisson, le Brahaut ou la Petite Fin.

### Voies de communication et transports

#### Voies routières
Vittel est desservie par l'autoroute A31, connecté au contournement de la ville, inauguré en 1998, et se situe entre l'autoroute A31 et Épinal. Échangeur : Bulgnéville, Châtenois, Robécourt.
Les rues principales sont la rue de Verdun où l'on trouve une grande partie des commerces de proximité, ainsi que l'avenue Bouloumié située dans le quartier Thermal de la ville.

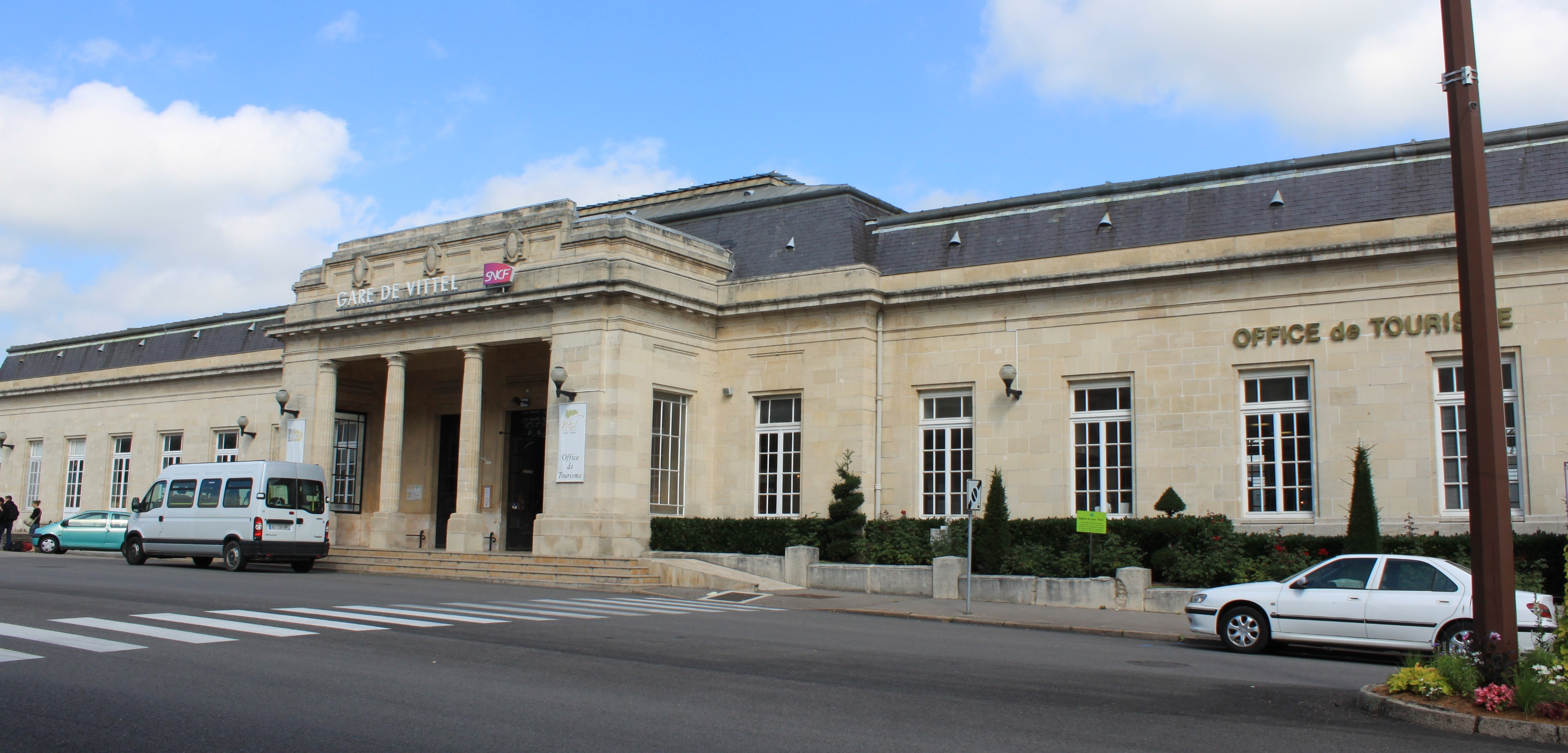
Gare de Vittel.

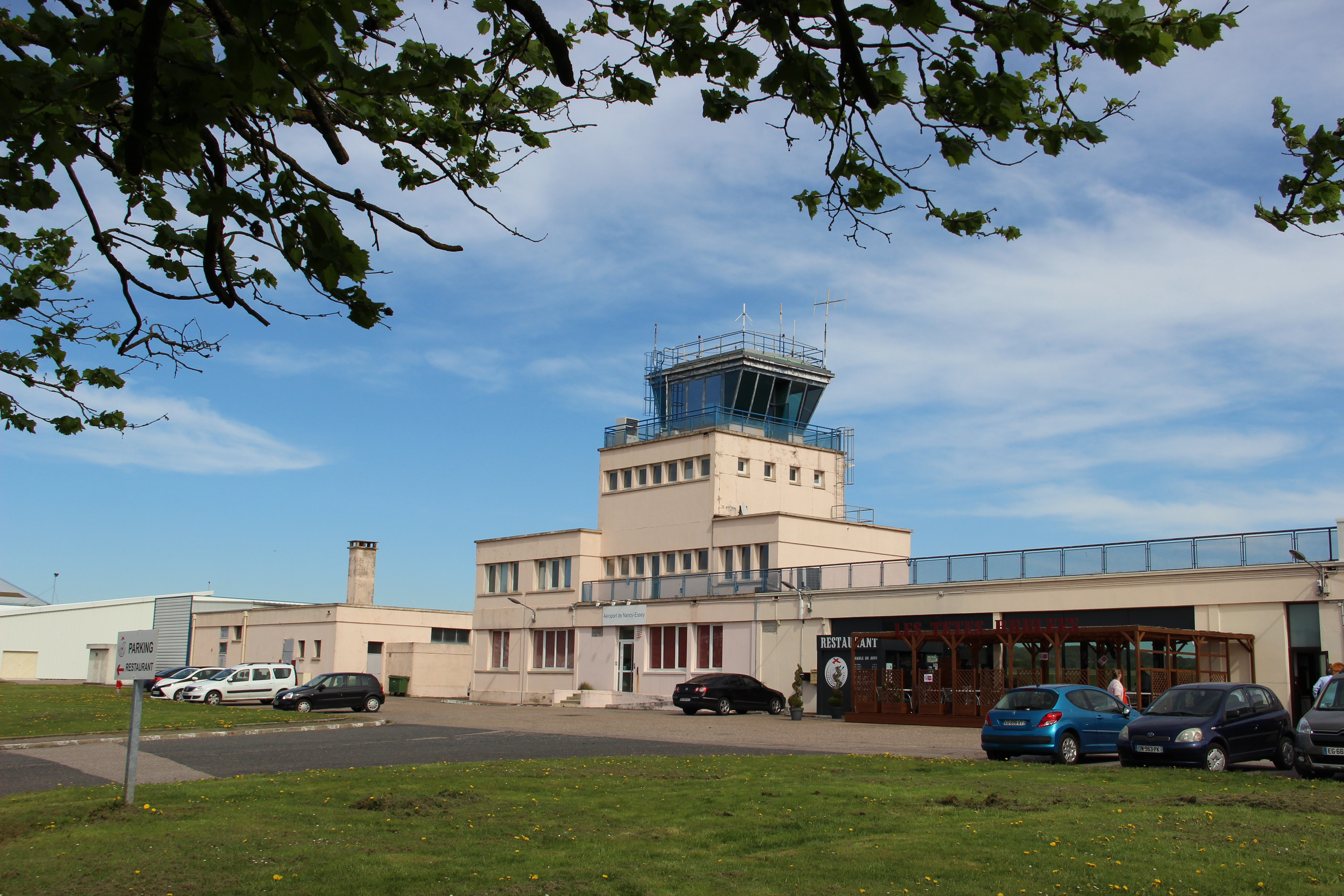
Aéroport de Nancy-Essey.

#### Transports en commun
- Fluo Grand Est.

##### Lignes SNCF
Vittel est sur la ligne de Merrey à Hymont - Mattaincourt, à double voie, inaugurée en 1881. Du fait du mauvais entretien et d'une fréquentation faible, le service voyageurs a été interrompu le 17 décembre 2016.
Le trafic voyageurs a repris en avril 2019, à raison d’un train tous les vendredis dans le sens Paris - Vittel et un train tous les dimanches dans le sens Vittel - Paris.

##### Transports aériens
- L'aérodrome de Vittel - Champ de courses a été fermé en 2004.
- Aéroport de Nancy-Essey.
- Aérodrome de Langres - Rolampont, utilisé pour la pratique d’activités de loisirs et de tourisme (aviation légère).

## Toponymie
Le nom de la localité est attesté sous les formes In pasturis Vitelli (1195) ; Vitel (XIe ou XIIe siècle) ; Apud Vytel villam (1218) ; De Witello (1250) ; Vittel (1256) ; Viltel (1295) ; Vitels (1299) ; Vitelz (1298) ; Viteil (1335) ; Viteilz (XIVe siècle) ; « On ban Saint Piere de Viteil » (1335) ; De Vitello Sancti Remigii (1402) ; De Sancto Privato de Vitello (1402).

La forme de 1195 signifie « Dans les pâturages des veaux ». Les noms d'animaux sont en général d'anciens sobriquets promus à la dignité de patronymes.

## Histoire
Vittel était partagée en deux sections par le Petit Vair. Sur la rive gauche était le Grand-Ban et sur la rive droite, le Petit-Ban, au duc de Lorraine. Ainsi, bien que compact, le village avait deux justices et deux paroisses. Le Grand-Ban avait pour patron saint Remi, fêté le 1er octobre, et le Petit-Ban, saint Privat, honoré le 21 août. Pour couper court aux querelles, l'évêque de Toul accorda, en 1734, deux fêtes patronales à Vittel. La Révolution mit fin à cette division en faisant de Vittel un chef-lieu de canton.
Vittel absorbe, entre 1790 et 1794, l'ancienne commune, La Malmaison, attesté sous les formes La Malemaison (1480) ; La grange de la Malmaison (1664) ; La petite Mal-Maison ou Maison-Rouge, cense séparée du château de la Mal-Maison par un ruisseau… (1779) ; Basse Malmaison, Haute Malmaison (XVIIIe siècle).
Station thermale fréquentée par les Romains, elle n'est exploitée à l'époque contemporaine qu'à partir de 1854.
La commune de Vittel voit son destin irrémédiablement lié au thermalisme dès 1854 lorsqu’une fontaine fut achetée par un curiste originaire de Rodez, Louis Bouloumié, avocat convaincu par les bienfaits de l’eau de Vittel.
L’eau issue de la fontaine de Gérémoy, du nom du territoire où elle est située, soignera officiellement dès 1855 la goutte, la gravelle, le diabète, la vessie et les voies urinaires.
L’établissement thermal autorisé par le gouvernement sera la première pierre d’un grand édifice que formera rapidement la station thermale de Vittel.

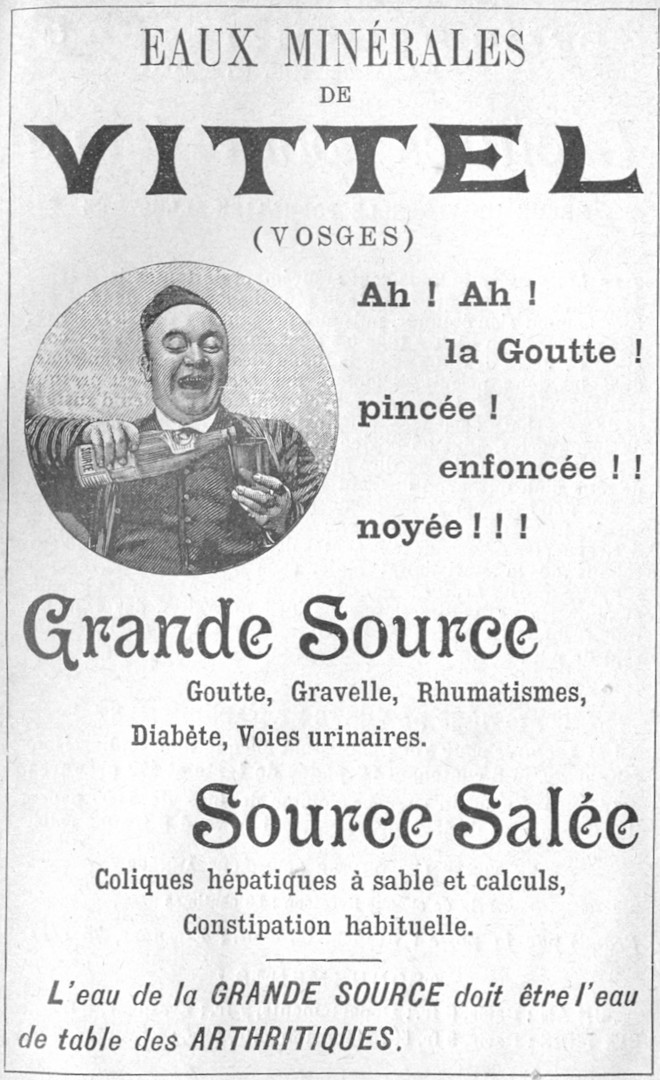
Un encart de réclame en 1905.

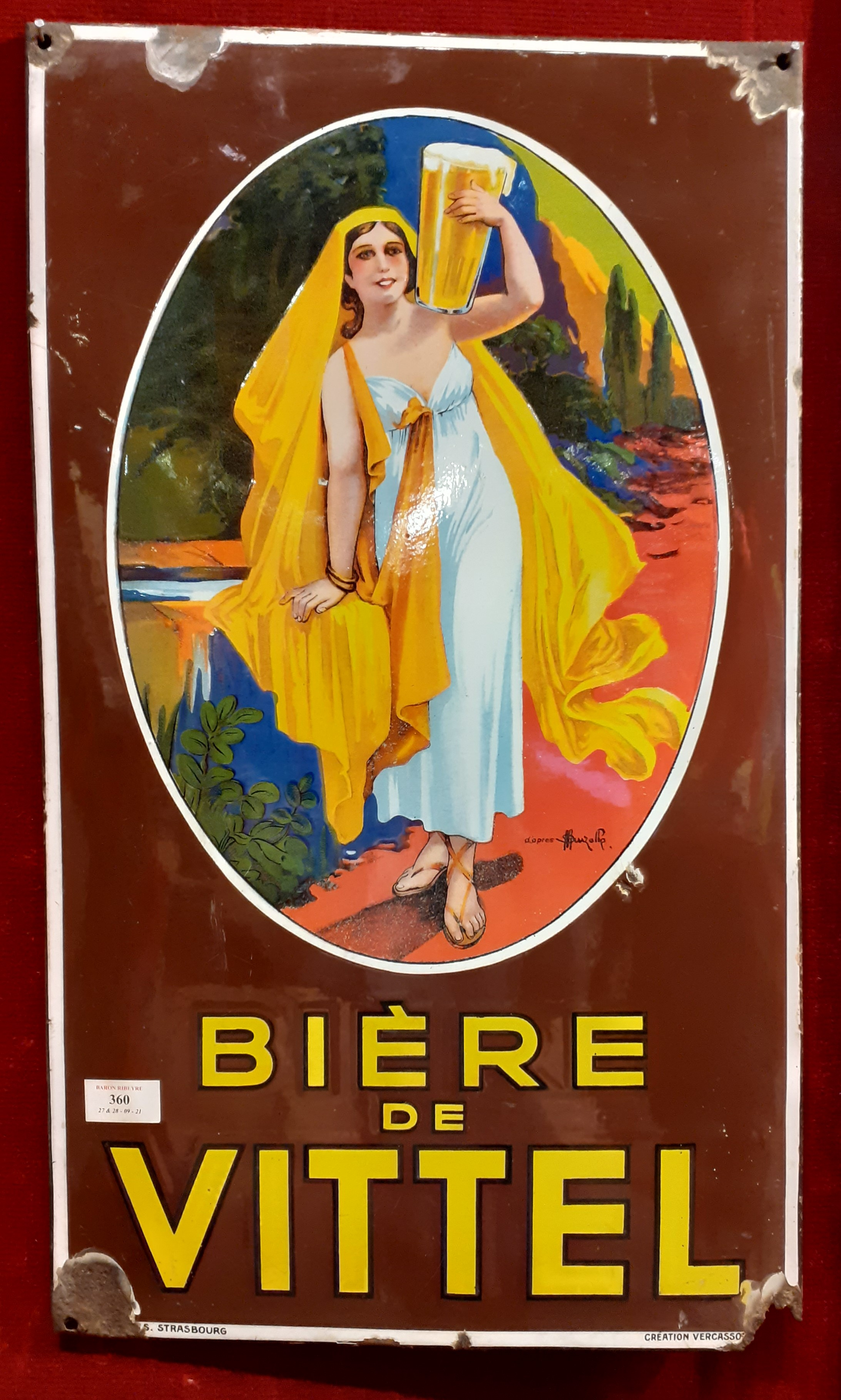
Plaque émaillée de la bière de Vittel.

### Seconde Guerre mondiale
Du 1er mai 1941 au 12 septembre 1944, un camp d'internement dénommé « camp d'accueil », le Camp d'internement de Vittel, fut instauré par l'occupant allemand dans le parc thermal. Il rassembla environ deux mille femmes britanniques, canadiennes puis américaines destinées à servir de monnaie d'échange.
En janvier 1943 s’y ajoutèrent trois cents juifs venus de Drancy, d'URSS et de Pologne. Parmi les internés venus du ghetto de Varsovie figurait Mary Berg. Elle fut échangée contre des prisonniers allemands et partit pour les États-Unis où elle arriva le 16 mars 1944. Elle rédigea un journal, Warsaw Ghetto : A Diary. Elle y décrit un camp destiné à rassurer la Croix-Rouge, où les conditions étaient donc bonnes.
Parmi les autres internés, Sofka Skipwith, et Hillel Seidman.
Madeleine Steinberg, internée britannique, parle également du camp de Vittel dans ses mémoires, Les Camps de Besançon et de Vittel.
Parmi les internés figuraient aussi le poète yiddish Ytshak Katzenelson et son fils Zvi, déportés le 29 avril 1944 à Auschwitz, et gazés dès leur arrivée, le 1er mai 1944, comme le furent presque tous les internés polonais. Katzenelson avait eu le temps d'enterrer son poème Le Chant du peuple juif assassiné, écrit à Vittel.
Édouard Herriot fut interné à la villa Suzanne du 12 avril au 2 août 1943.
La ville fut libérée par la division Leclerc le 12 septembre 1944.

### Depuis 1945
1998 : Le contournement de Vittel est inauguré, il contourne la ville par le sud.
2009 : Création de la communauté de communes de Vittel-Contrexéville.

## Politique et administration

### Budget et fiscalité 2023

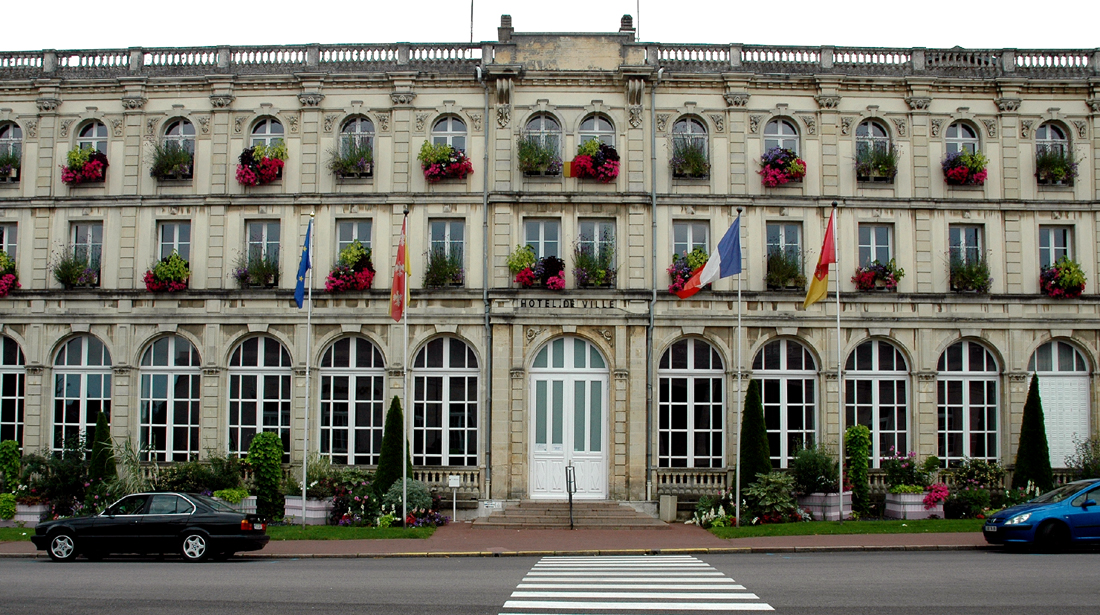
Hôtel de ville de Vittel.

En 2023, le budget de la commune était constitué ainsi :
- total des produits de fonctionnement : 14 799 000 €, soit 2 994 € par habitant ;
- total des charges de fonctionnement : 14 872 000 €, soit 3 009 € par habitant ;
- total des ressources d'investissement : 4 848 000 €, soit 981 € par habitant ;
- total des emplois d'investissement : 5 599 000 €, soit 1 133 € par habitant ;
- endettement : 7 608 000 €, soit 1 539 € par habitant.

Avec les taux de fiscalité suivants :
- taxe d'habitation : 19,38 % ;
- taxe foncière sur les propriétés bâties : 43,18 % ;
- taxe foncière sur les propriétés non bâties : 17,86 % ;
- taxe additionnelle à la taxe foncière sur les propriétés non bâties : 38,75 % ;
- cotisation foncière des entreprises : 23,17 %.

Chiffres clés Revenus et pauvreté des ménages en 2021 : médiane en 2021 du revenu disponible, par unité de consommation.

### Jumelage
Vittel est jumelée avec :
- Badenweiler (en Allemagne) depuis le 21 juillet 1957.

## Population et société

### Démographie

#### Évolution démographique
L'évolution du nombre d'habitants est connue à travers les recensements de la population effectués dans la commune depuis 1793. Pour les communes de moins de 10 000 habitants, une enquête de recensement portant sur toute la population est réalisée tous les cinq ans, les populations de référence des années intermédiaires étant quant à elles estimées par interpolation ou extrapolation. Pour la commune, le premier recensement exhaustif entrant dans le cadre du nouveau dispositif a été réalisé en 2004.

En 2022, la commune comptait 4 766 habitants, en évolution de −8,2 % par rapport à 2016 (Vosges : −2,96 %, France hors Mayotte : +2,11 %).
| 1793  | 1800  | 1806  | 1821  | 1831  | 1836  | 1841  | 1846  | 1856  |
| ----- | ----- | ----- | ----- | ----- | ----- | ----- | ----- | ----- |
| 1 221 | 1 385 | 1 425 | 1 301 | 1 426 | 1 405 | 1 413 | 1 404 | 1 240 |

| 1861  | 1866  | 1872  | 1876  | 1881  | 1886  | 1891  | 1896  | 1901  |
| ----- | ----- | ----- | ----- | ----- | ----- | ----- | ----- | ----- |
| 1 303 | 1 345 | 1 326 | 1 342 | 1 575 | 1 612 | 1 658 | 1 683 | 1 713 |

| 1906  | 1911  | 1921  | 1926  | 1931  | 1936  | 1946  | 1954  | 1962  |
| ----- | ----- | ----- | ----- | ----- | ----- | ----- | ----- | ----- |
| 2 250 | 2 530 | 2 445 | 2 784 | 3 347 | 3 588 | 3 705 | 4 040 | 5 012 |

| 1968  | 1975  | 1982  | 1990  | 1999  | 2004  | 2006  | 2009  | 2014  |
| ----- | ----- | ----- | ----- | ----- | ----- | ----- | ----- | ----- |
| 6 343 | 6 791 | 6 440 | 6 296 | 6 117 | 5 783 | 5 684 | 5 434 | 5 177 |

| 2019  | 2022  | - | - | - | - | - | - | - |
| ----- | ----- | - | - | - | - | - | - | - |
| 4 832 | 4 766 | - | - | - | - | - | - | - |

### Enseignement
Établissements d'enseignements :
- Écoles maternelles[36] et primaires à Vittel, Haréville, Contrexéville, Mandres-sur-Vair.
- Collèges à Vittel, Contrexéville, Mandres-sur-Vair.
- Lycées à Vittel, Contrexéville, Mandres-sur-Vair, Mirecourt, Harol.

### Santé
Professionnels et établissements de santé :
- Médecins à Vittel, Contrexéville, Bulgnéville, Gironcourt-sur-Vraine, Châtenois.
- Pharmacies à Vittel, Contrexéville, Bulgnéville, Gironcourt-sur-Vraine, Châtenois.
- Hôpitaux à Vittel, Mattaincourt, Mirecourt, Lamarche, Ville-sur-Illon.

### Cultes
- Culte catholique, Paroisse Saint Basle de la Plaine[38], Diocèse de Saint-Dié.
- Église anglicane[39].
- Judaïsme. Synagogue de Vittel.

## Économie

### Entreprises et commerces

#### Agriculture
- Culture de plantes à épices, aromatiques, médicinales et pharmaceutiques.
- Culture de fruits à pépins et à noyau.
- Élevage d'autres bovins et de buffles.
- Élevage de vaches laitières.
- Exploitation forestière.

#### Tourisme
- Hébergements et restauration à Vittel, Contrexéville, Bulgnéville, Gironcourt-sur-Vraine, Dombasle-devant-Darney.

#### Commerces et services
- Commerces et services de proximité.

#### Thermalisme
Très axée sur des activités sportives, Vittel, confinée jadis dans le traitement des problèmes rénaux et hépatiques, a connu le début d'un renouveau avec l'implantation du Club Méditerranée en 1973. Le lancement du « passeport forme » a confirmé son nouvel envol[réf. souhaitée].

#### Eau en bouteille
Vittel est également la marque d'eau minérale commercialisée dans le monde entier. Elle fait partie du groupe Nestlé depuis 1992. Nestlé Waters emploie près de 600 personnes à Vittel et verse à la ville une surtaxe sur les eaux minérales naturelles d'environ 4 millions d'euros par an.

## Culture locale et patrimoine

### Lieux et monuments

#### Patrimoine thermal
La maison du patrimoine permet de se documenter sur l'histoire de Vittel et notamment sur son histoire thermale. L'ensemble des constructions thermales ont été inscrites aux monuments historiques en 1990.

#### Monuments religieux

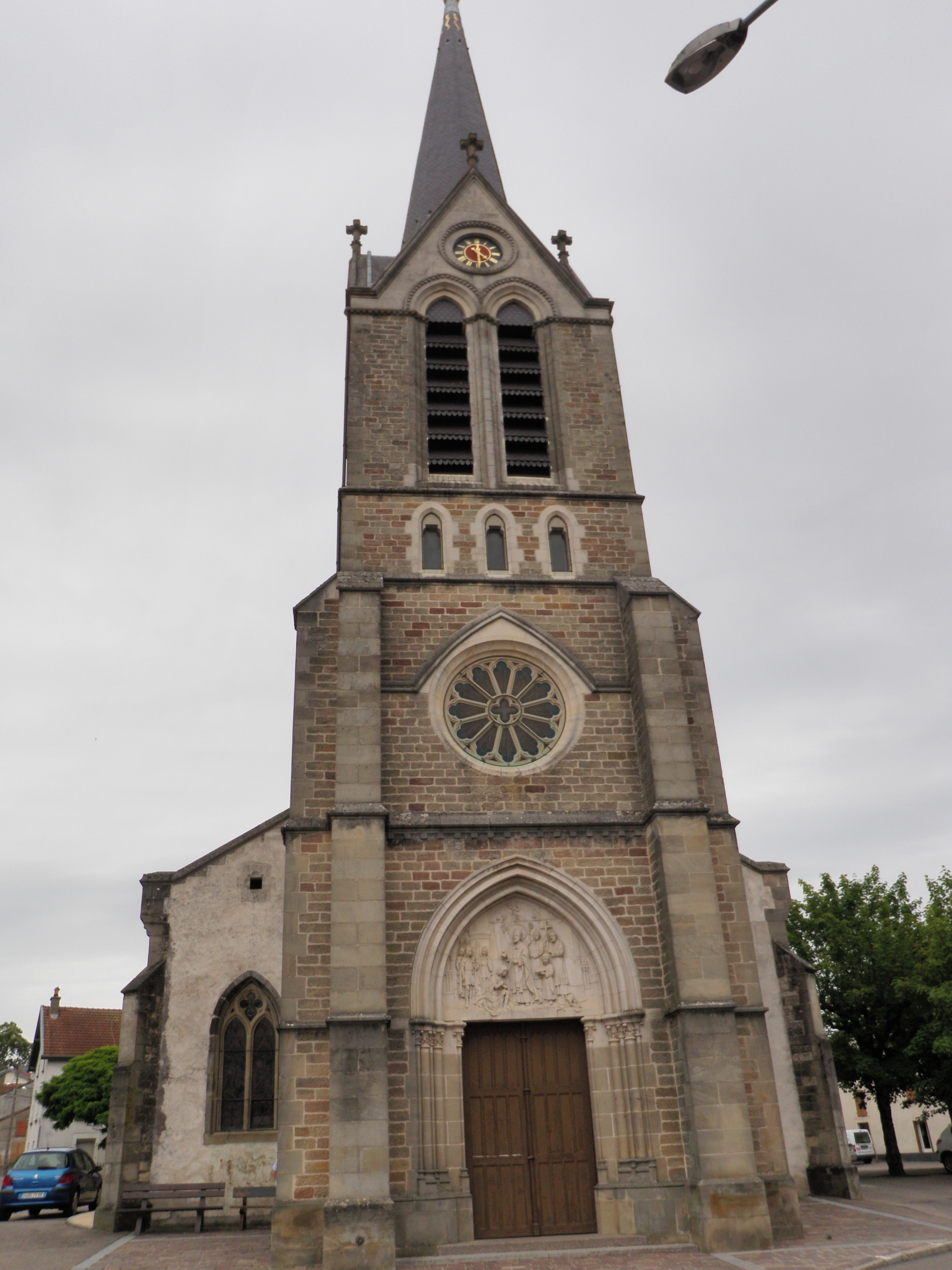
Église Saint-Rémy (clocher).
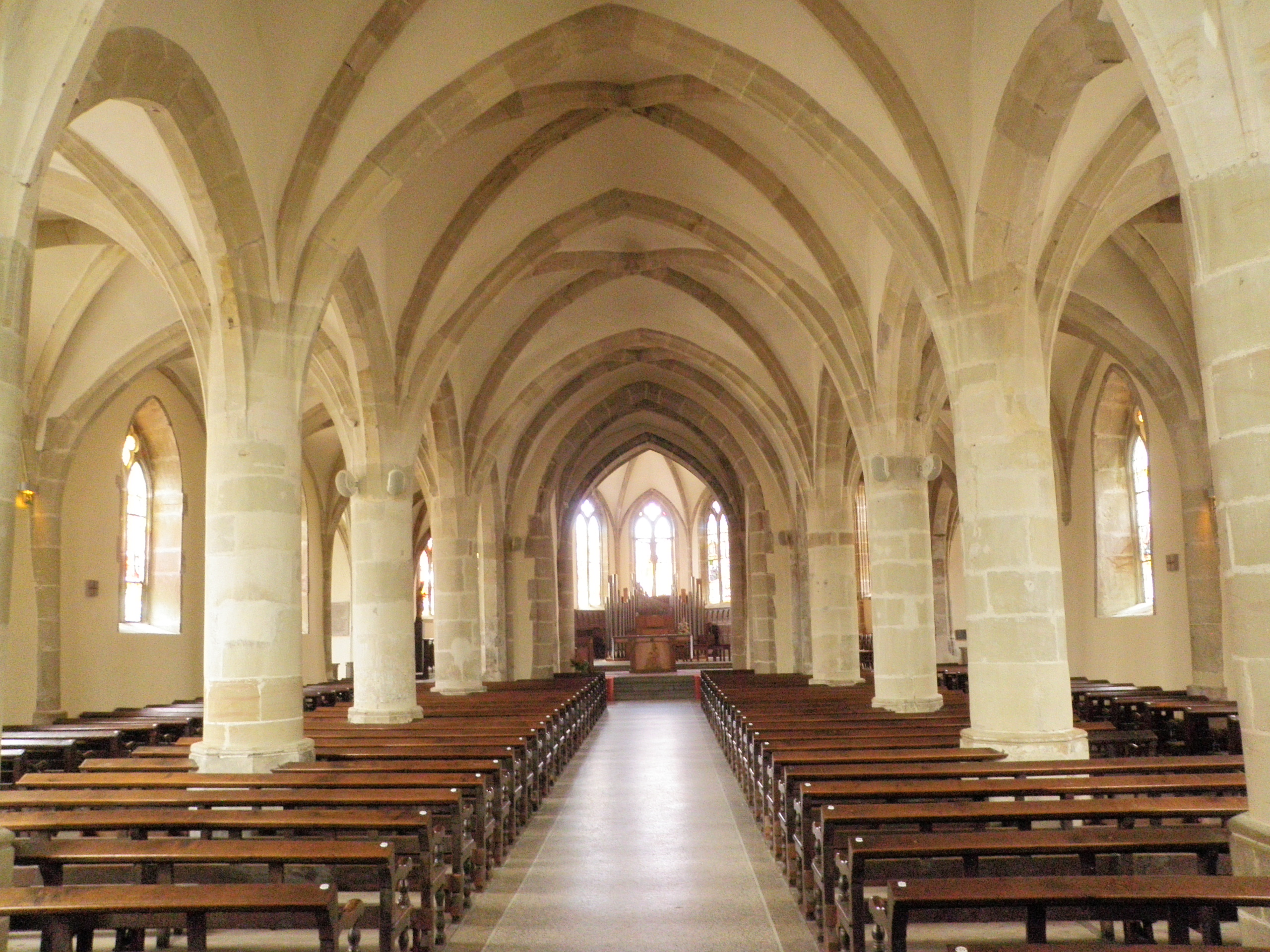
Église Saint-Rémy (nef, vers le chœur).
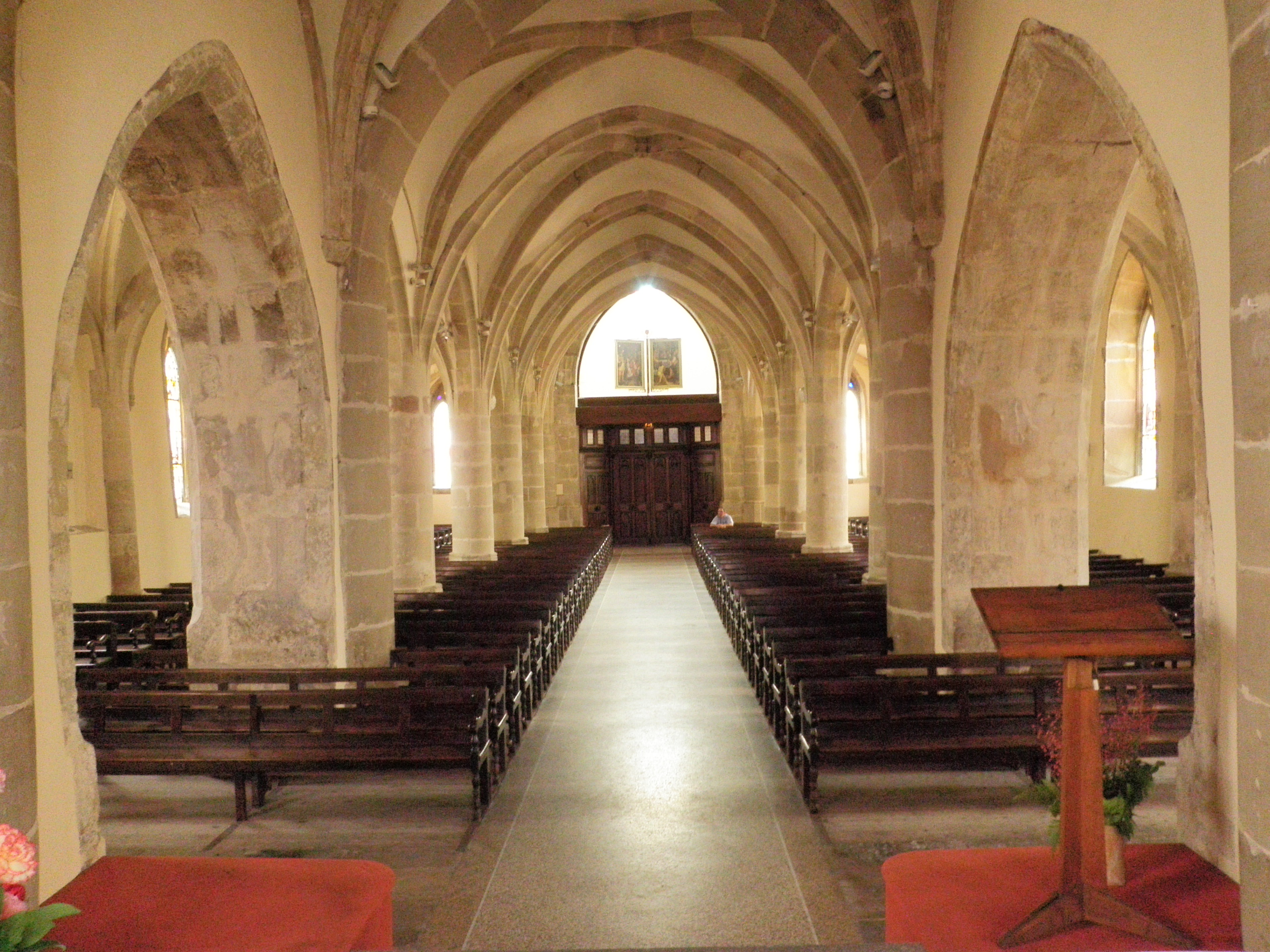
Église Saint-Rémy (nef, vers l'entrée).
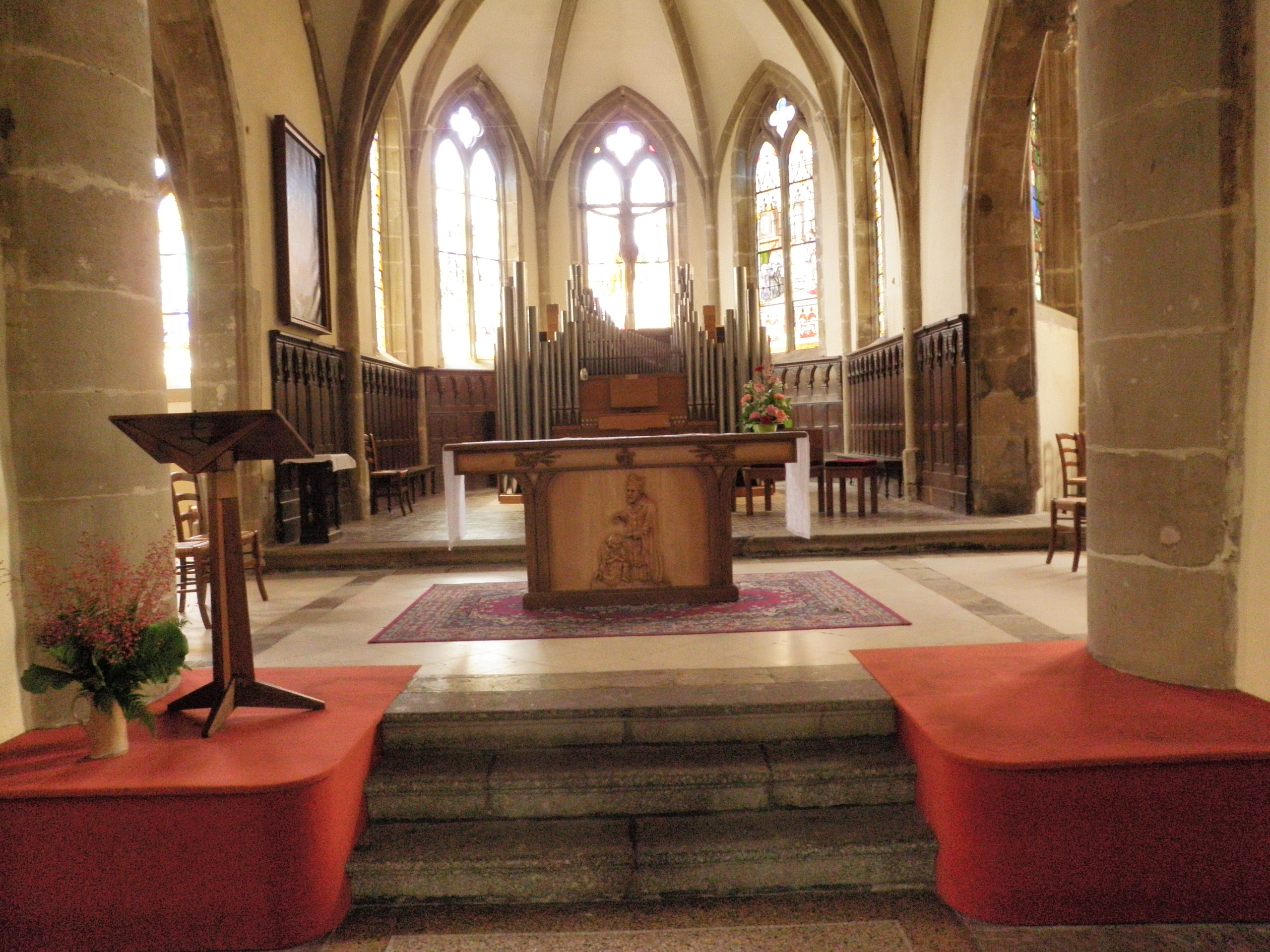
Église Saint-Rémy (chœur).
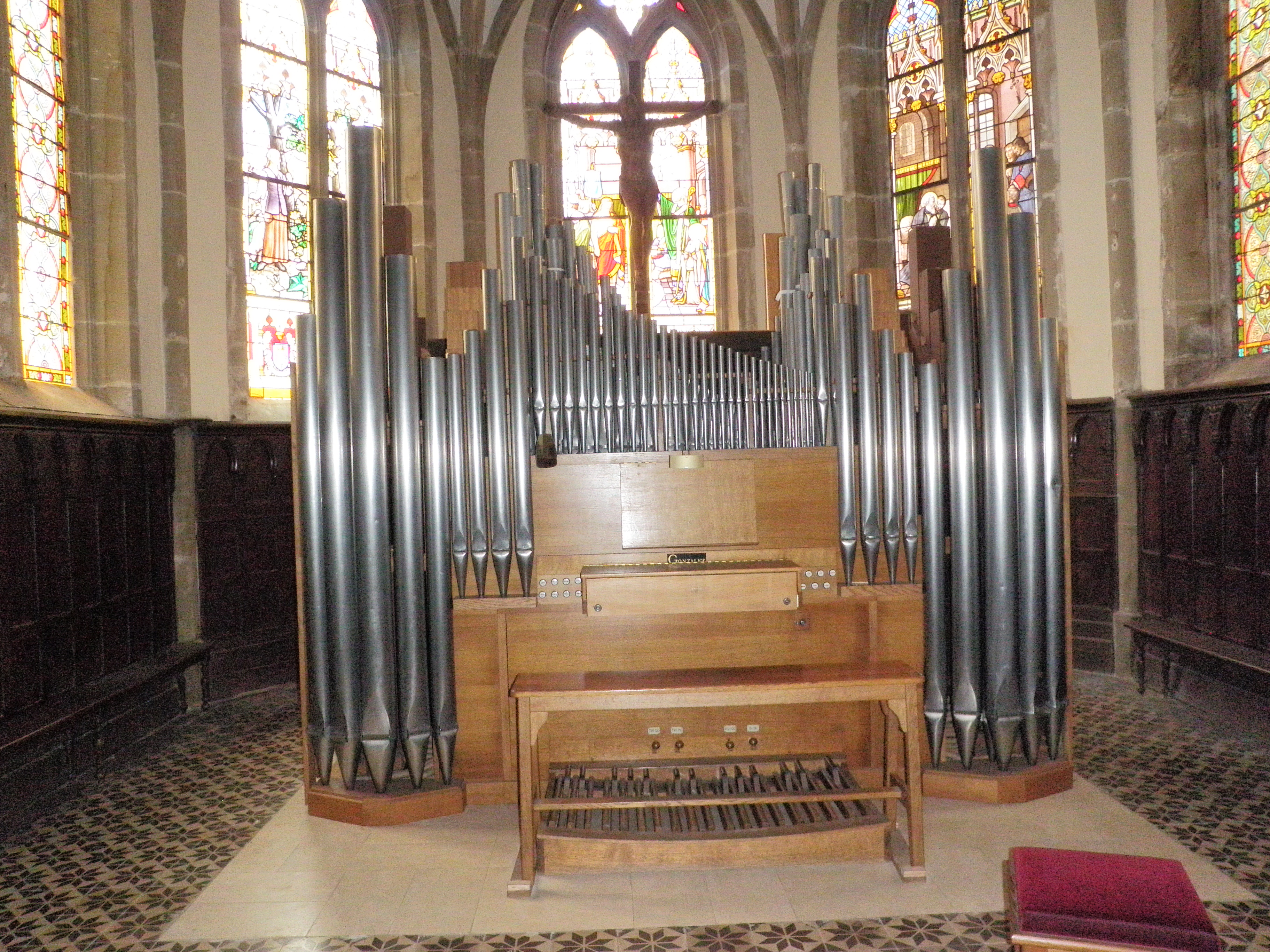
Église Saint-Rémy (orgue).
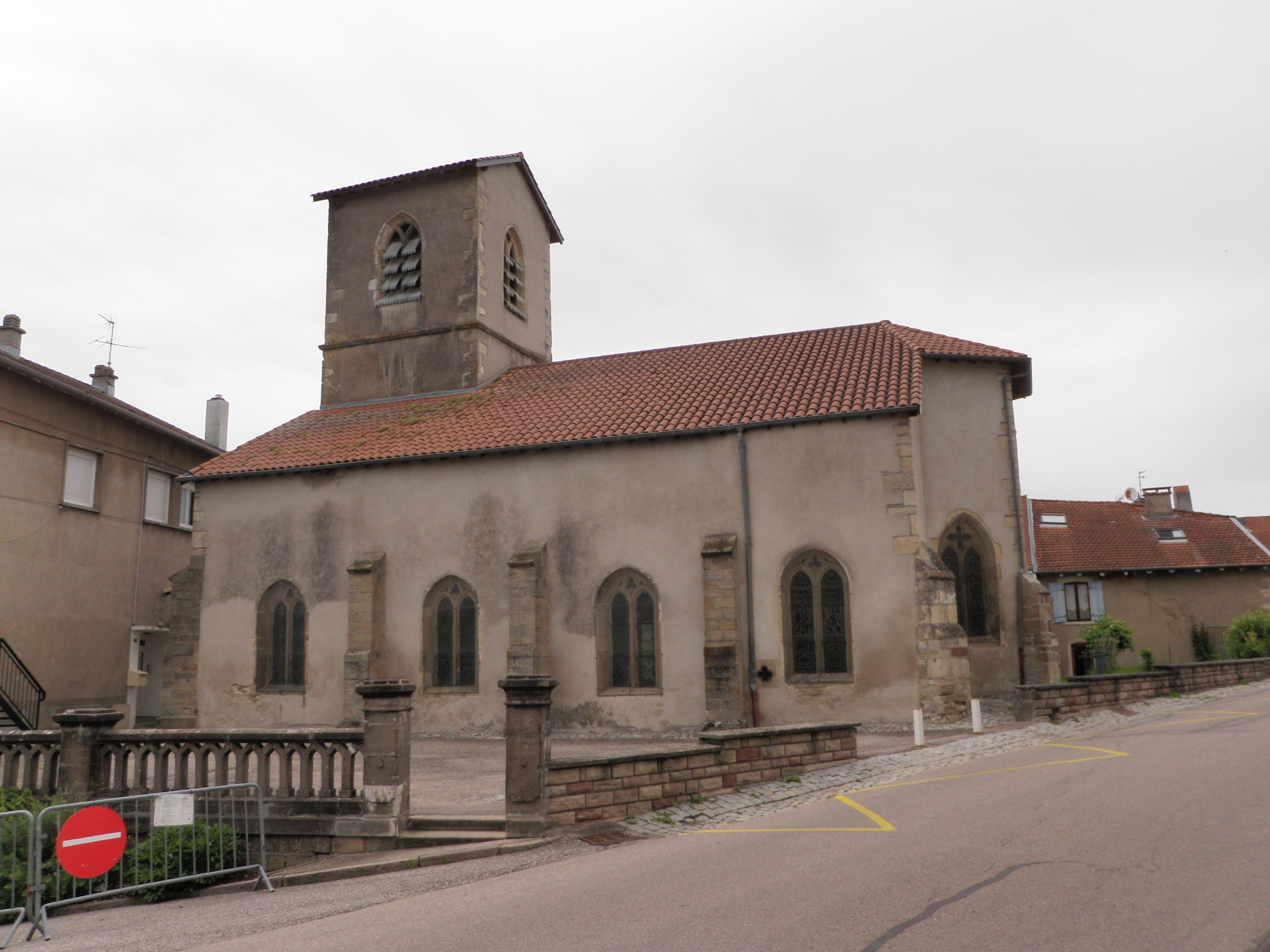
Église Saint-Privat.
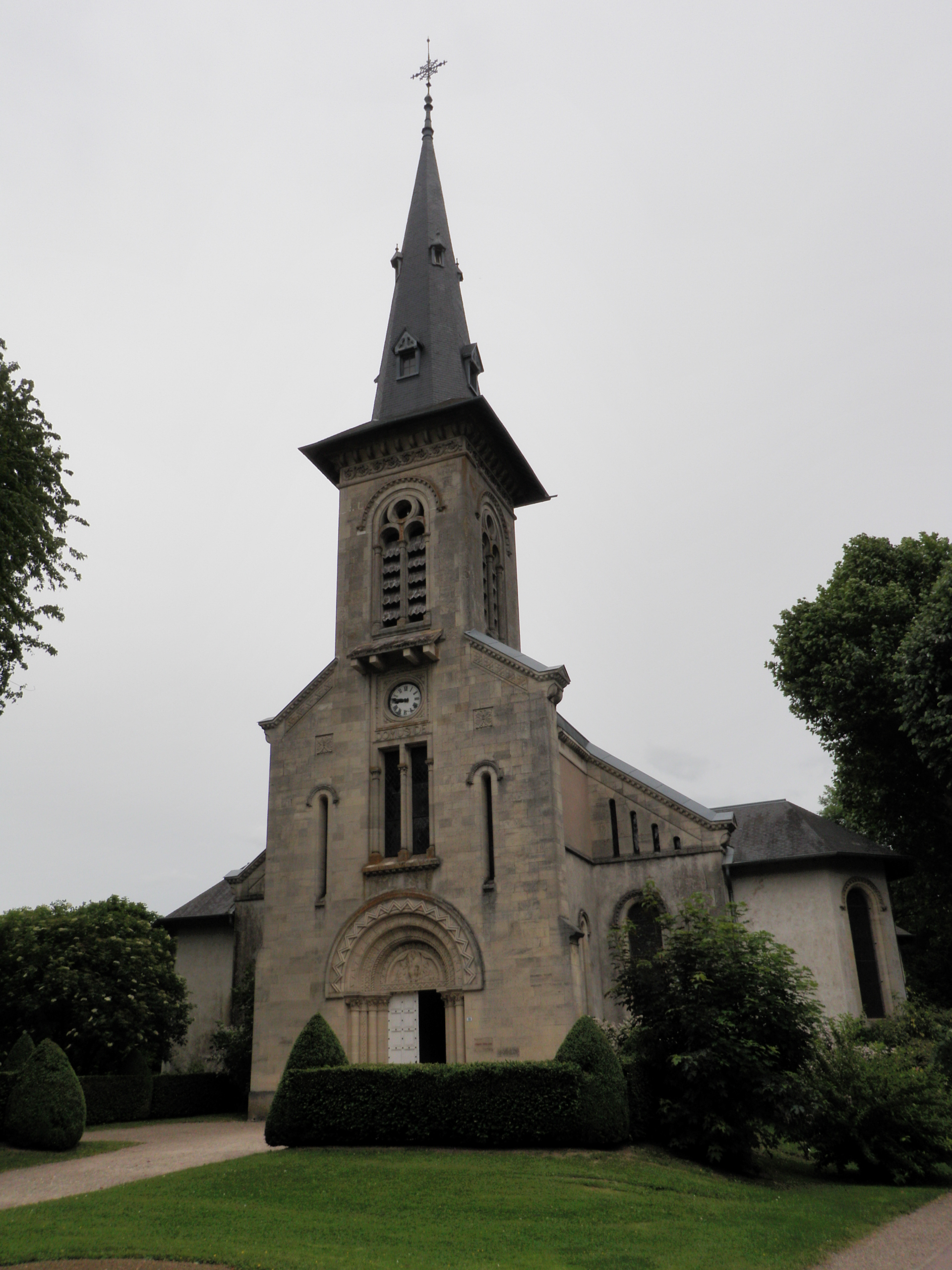
Église Saint-Louis.
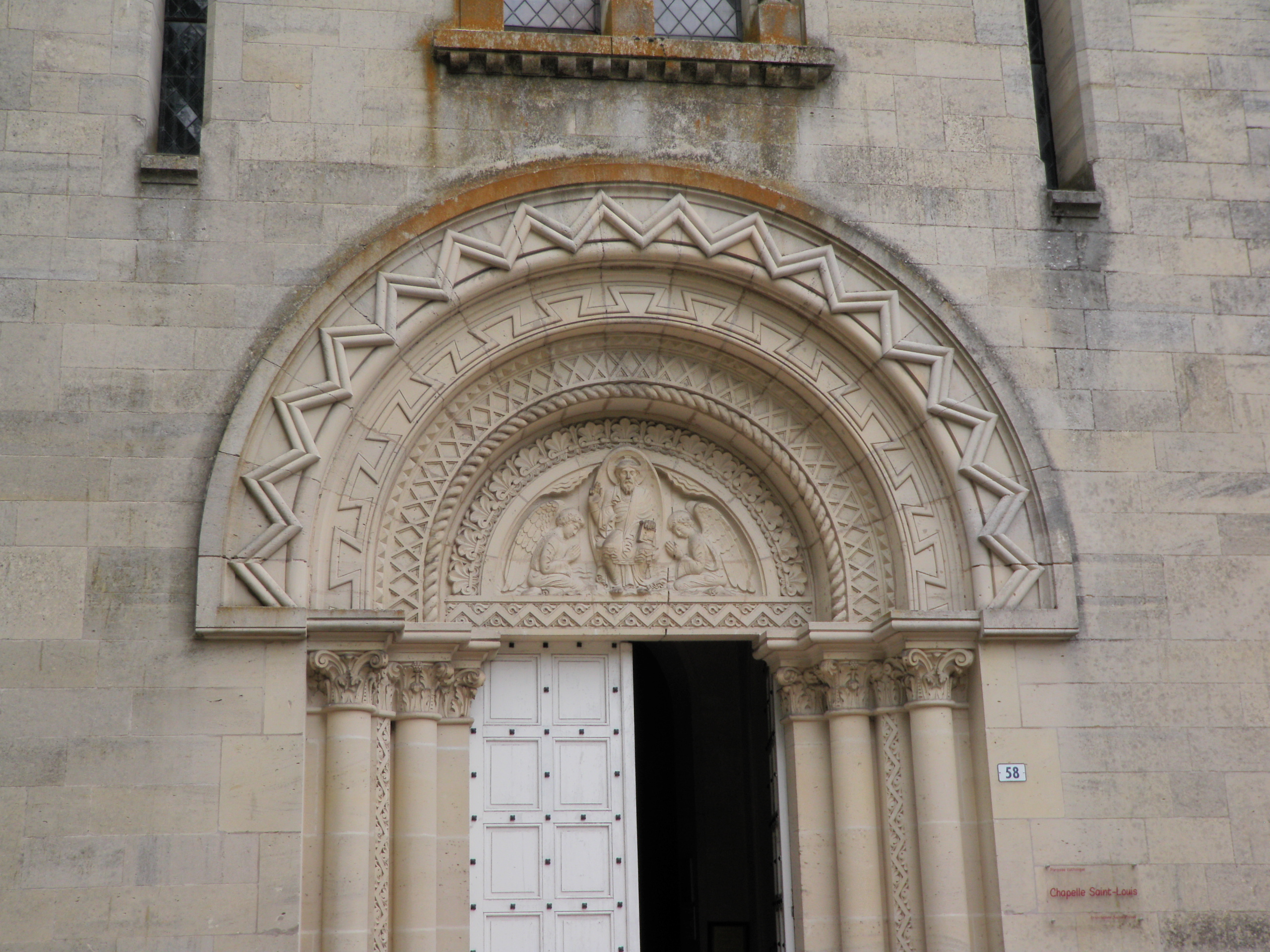
Église Saint-Louis (porche).
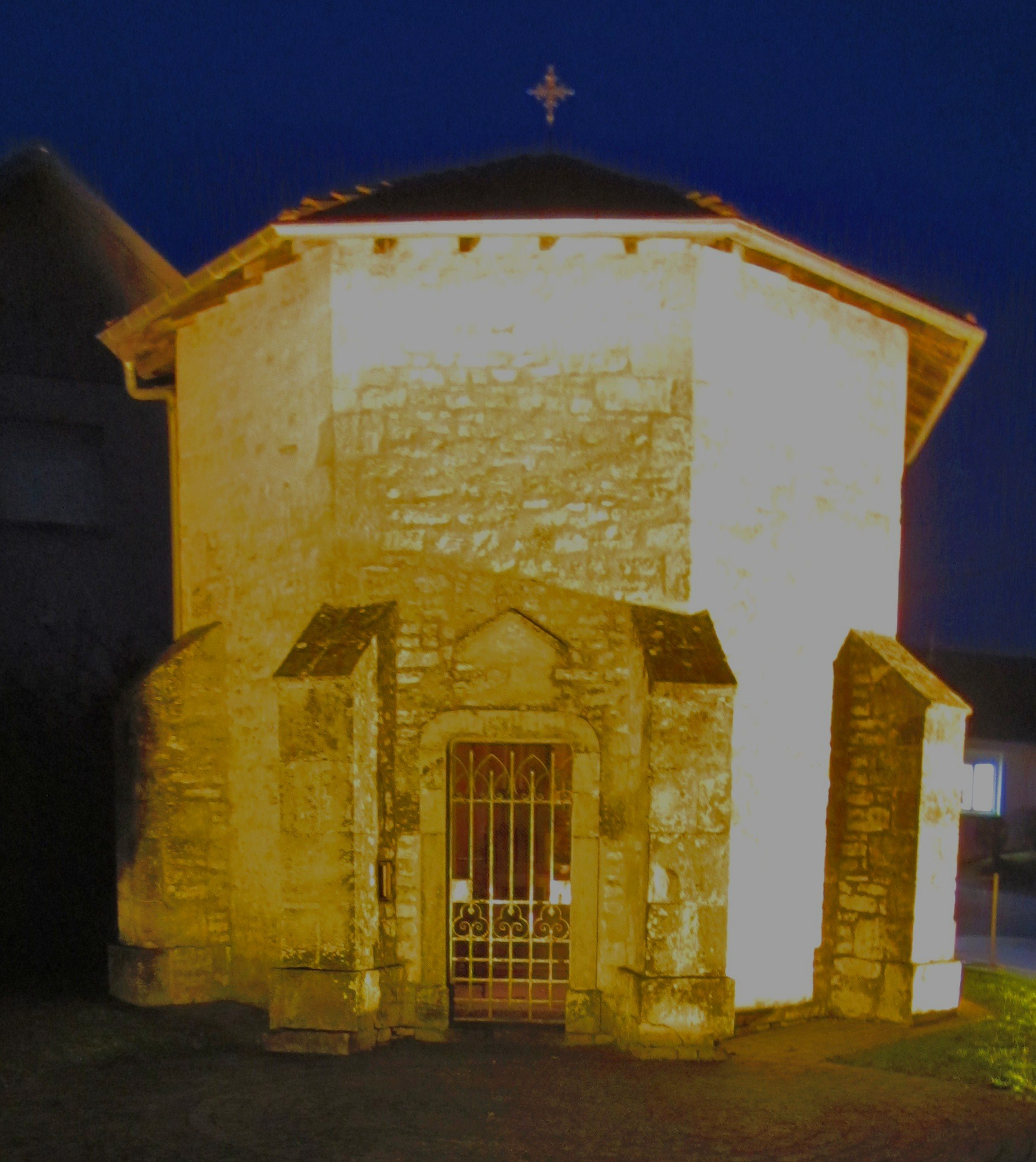
La chapelle Saint-Éloi.
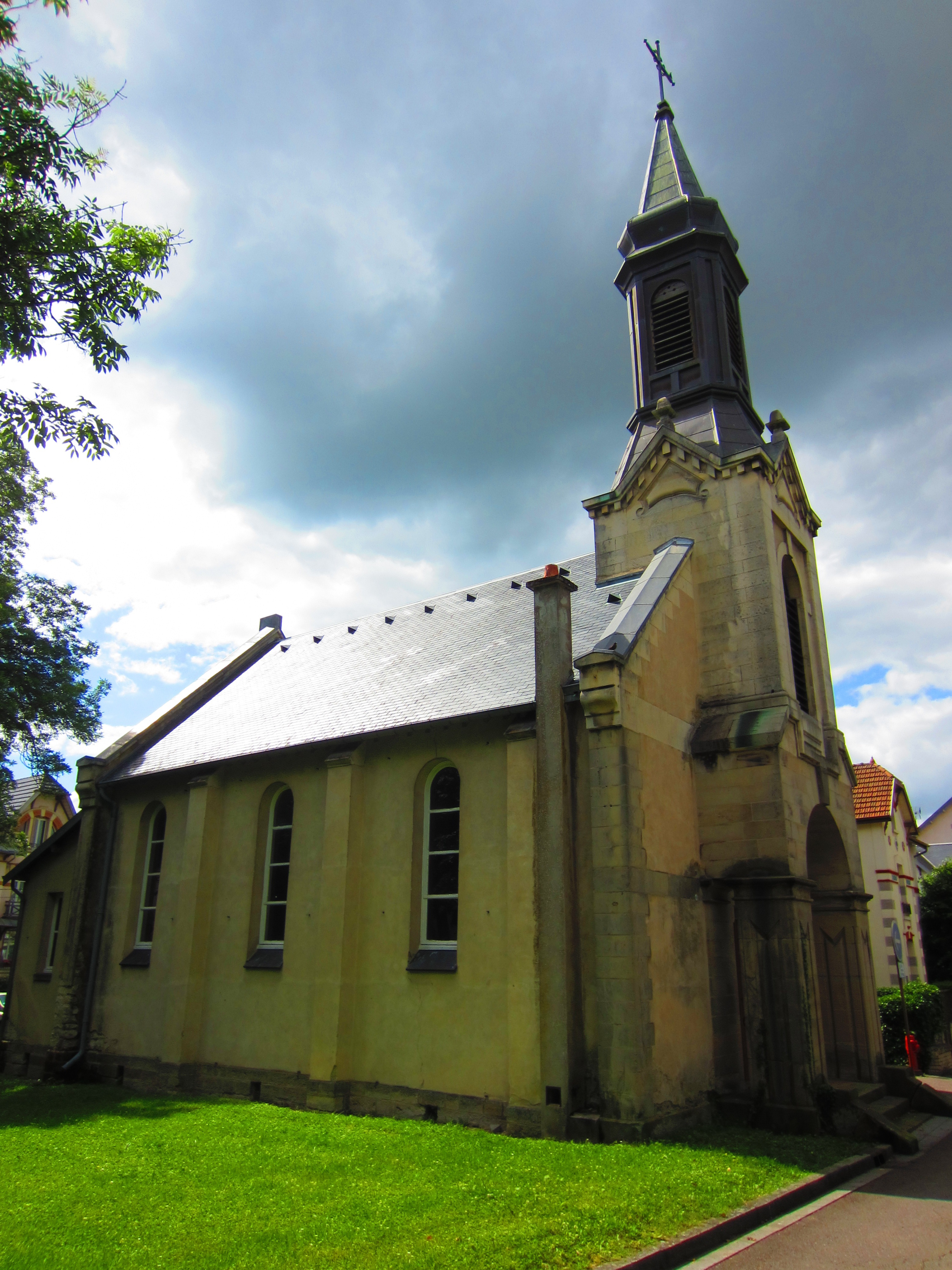
Le temple.
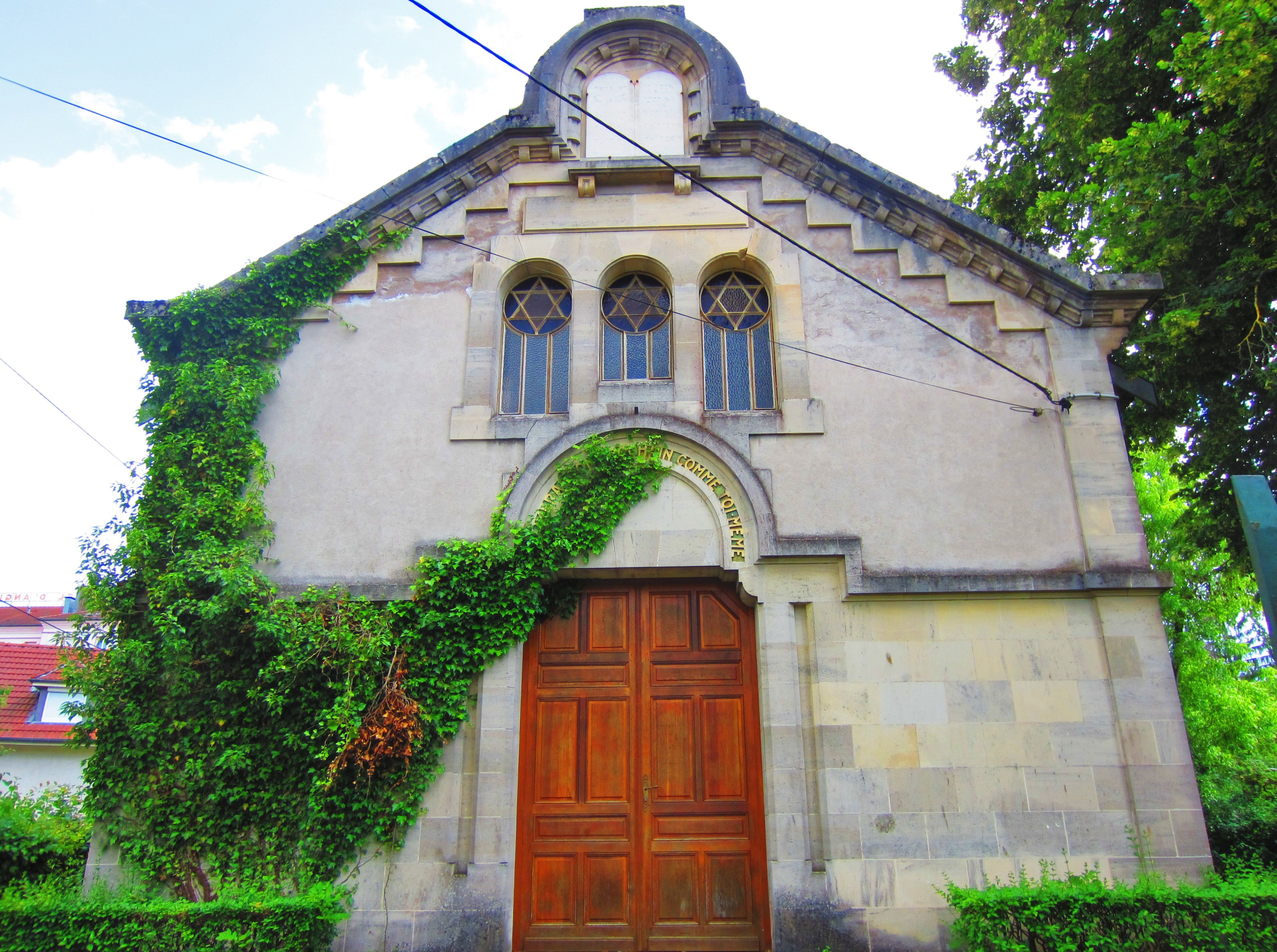
La synagogue.

- L'église Saint-Remy, dite du « Grand-Ban », inscrite au titre des monuments historiques par arrêté du 3 mars 1926[41], dont la nef et les bas-côtés datent des XVe et XVIe siècles, 
  - et l'orgue réalisé par Gonzalez en 1985[42],[43]
- L'église Saint-Privat, dite du « Petit-Ban », érigée avant le XVIe siècle, à une date inconnue et inscrite à l'inventaire supplémentaire des Monuments historiques en 1926[44].
- L'église Saint-Louis, érigée à partir de 1910 et dénommée en mémoire de Louis Bouloumié, fondateur de la station thermale[45],[46],[47].
- La chapelle Saint-Éloi[48].
- Le Temple protestant de l'Église réformée qui était à l'origine une église anglicane pour la communauté britannique. Construction : 1901-1902, située rue du Docteur-Fournier[49],[50].
- Synagogue ; 211 rue Croix-Pierrot, édification d'une synagogue, style « rétro » 1925/1930. Restaurée dans sa situation actuelle, la synagogue a été inaugurée le 15 juillet 1928[51],[52],[53].

#### Patrimoine rural
- Architecture rurale de la commune[54].

Maisons et fermes,.

#### Enceintes sportives et de loisirs
- Le centre Pierre-de-Coubertin, créé pour accueillir la délégation française pour sa préparation des Jeux olympiques d'été de 1972, couvre une superficie couverte d'un hectare. Le centre se compose d'une grande halle des sports (avec un indoor d'athlétisme et une salle multisports pour le handball, le basket-ball, le volley-ball, le badminton et le tennis), deux piscines de 25 et 50 mètres et 4 salles spécialisées (pour la musculation, l'haltérophilie, l'escrime et les arts martiaux).
- Le gymnase Roger-Lefèbvre accueille la salle Émili-Lepennec (pour la gymnastique) et la salle Richar-Dacoury (pour le basket-ball, le volley-ball et le tennis de table).

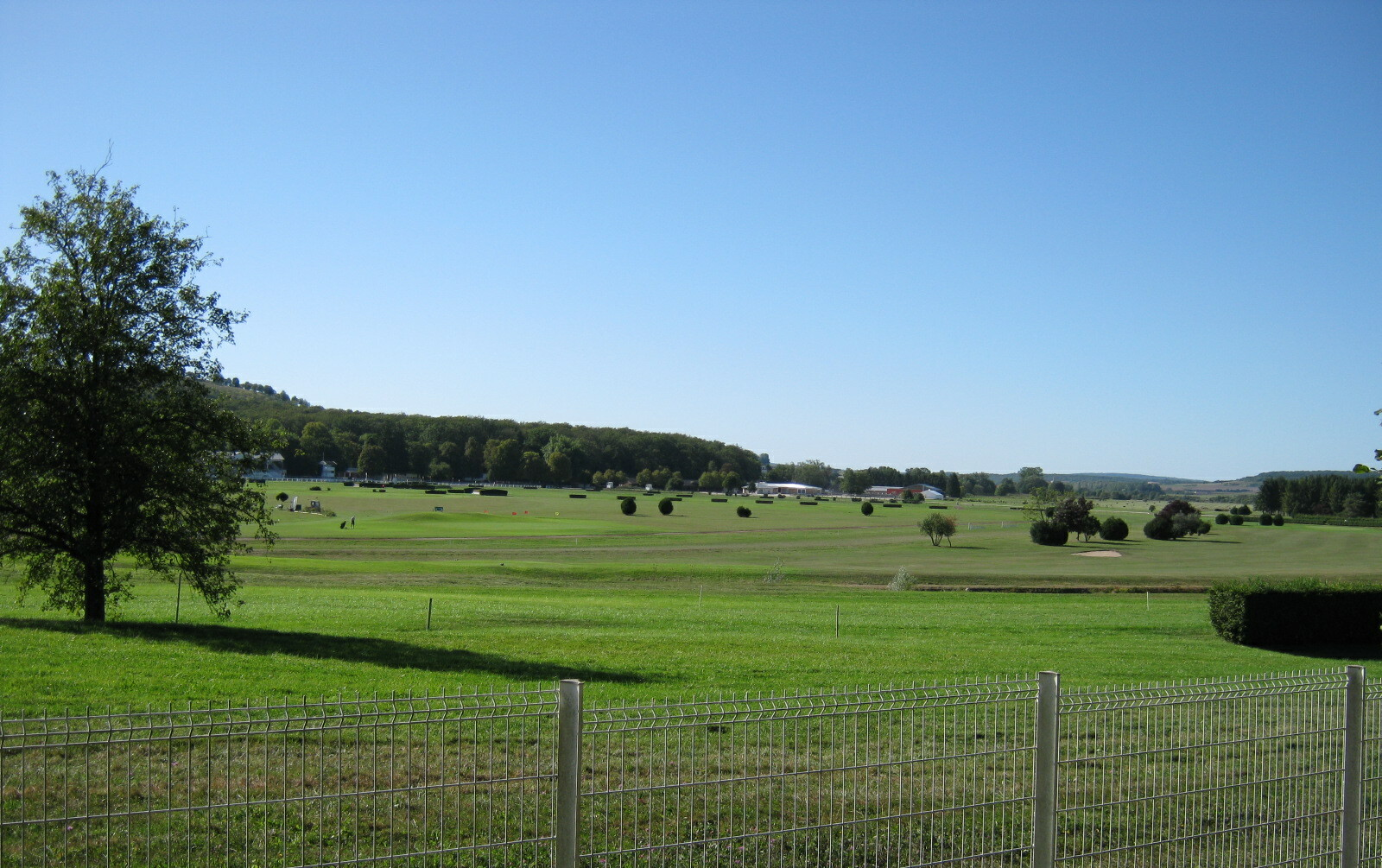
L'hippodrome de Vittel.

- Le stade Jean-Bouloumié regroupe quatre terrains de football ou de rugby, une piste d’athlétisme et des aires de lancers et de sauts. Il peut accueillir 7 500 spectateurs.
- L'hippodrome de Vittel, créé par la Société Générale des Eaux Minérales de Vittel en 1904, est l'un des deux seuls hippodromes de Lorraine avec celui de Nancy-Brabois.
- Le golf de Vittel-Ermitage s'étend sur 600 hectares. Il propose trois parcours : le Peulin créé en 1986 (18 trous), le Mont Saint-Jean créé en 1905 (18 trous) et l'Île Verte (9 trous compact).
- Le golf club de Vittel-Hazeau (9 trous), golf municipal créé en 1991, est situé au cœur du centre Pierre-de-Coubertin
- Le Club Méditerranée possède deux villages (Vittel Golf Ermitage et Vittel Le Parc).

### Espaces culturels
- Le Musée du patrimoine et du thermalisme : grande exposition sur le l'évolution de Vittel, visite guidée de la station thermale.
- Les Jardins de la Terre : trois hectares de jardin naturel.
- La Vigie de l'eau : un espace de culture scientifique, technique et industrielle consacré à l'eau.
- Cinéma L'Alhambra : salle climatisée de 313 places.
- Palais des congrès : un amphithéâtre de 1200 places ainsi que de multiples salles.

### Cadre de vie
- Ville fleurie : quatre fleurs attribuée par le Conseil national des Villes et Villages fleuris de France au Concours des villes et villages fleuris.

### Personnalités liées à la commune
- Claude Bassot (ca 1580-), peintre religieux, né à Vittel. Son père, Mengin Bassot, fut le maire de Vittel en 1567.
- Louis Bouloumié (1812-1869), avocat, homme politique et chef d'entreprise, mort à Vittel.
- Henri Varroy (1826-1883), ingénieur des Ponts et chaussées, député de Meurthe-et-Moselle, ministre des Travaux publics, né à Vittel.
- Claire Duvivier (1846-?), graveuse sur bois[57].
- Jean Bouloumié (1878-1952), maire de Vittel et directeur de la station thermale, né et mort à Vittel.
- Germaine Bouloumié (1885-1981), cheffe d'entreprise, née et morte à Vittel.
- Sofka Skipwith (1907-1994), Juste parmi les Nations. Elle a aidé les Juifs internés dans le camp de Vittel[58].
- Paul Gauffre (1910-1944), compagnon de la Libération, mort pour la France à Vittel dans la rue qui porte aujourd'hui son nom.
- Jean Thouvenot (1918-2010), professeur et journaliste, né à Vittel.
- Rodolphe Jaeger (1920-1944), compagnon de la Libération, mort pour la France à Vittel.
- Madeleine White (1921-2008), Juste parmi les Nations. Elle a aidé les Juifs internés dans le camp de Vittel[59].
- Darry Cowl (1925-2006), musicien et comédien, né à Vittel.
- Robert Hossein, (1927-2020), comédien et metteur en scène, résidant à Vittel[60]. Citoyen d'honneur de la ville de Vittel, il y est enterré.
- Jean-François Malet (1963-), acteur, né à Vittel.

### Héraldique
| Blason | Blasonnement : Écartelé aux 1 et 4 losangé d'or et de sable qui est de Lignéville, aux 2 et 3 de gueules à deux clefs d'argent en sautoir qui est de Remiremont, sur le tout de gueules taillé ondé d'or,. Commentaires : le blason, associant les armes de deux suzerains, rappelle la partition des deux bans. La devise « Fonte revivisco » (« je revis par une source ») évoque la prospérité récente de Vittel depuis la découverte des eaux minérales en 1854. |

## Pour approfondir